# Priazovski
Priazovski - Приазовский (rus) és un possiólok del krai de Krasnodar, a Rússia. Es troba a la mar d'Azov. És a 49 km a l'oest de Temriuk i a 174 km a l'oest de Krasnodar.
Pertany a l'stanitsa de Zaporójskaia.